# Partido mayoritario

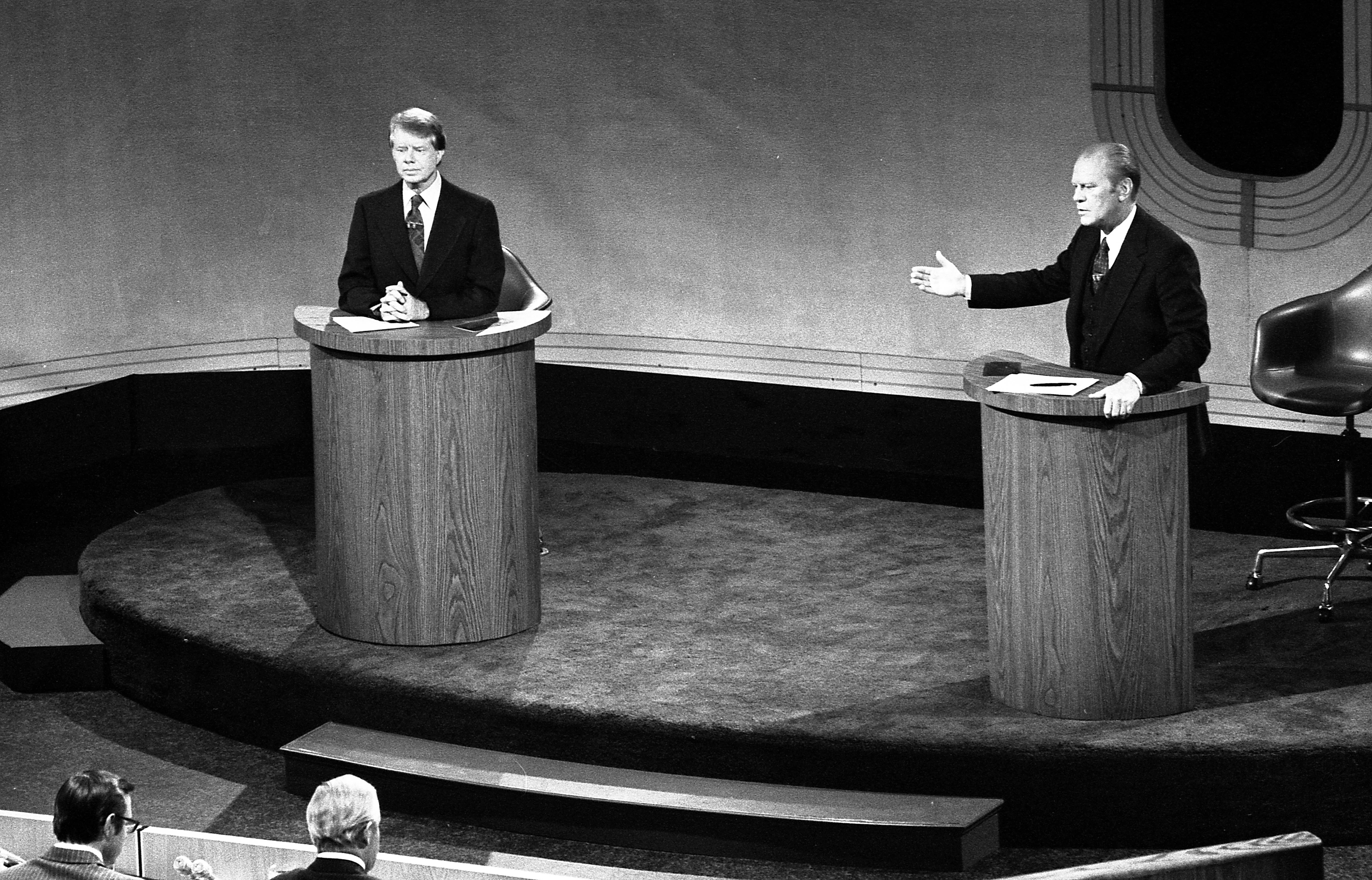
En la imagen Gerald Ford y Jimmy Carter en un debate en 1976, candidatos de los dos partidos mayoritarios de Estados Unidos.

Un partido mayoritario es como se llama en la ciencia política a aquellos partidos de cada país o localidad que tienen una influencia importante en el sistema político democrático, siendo usualmente una de las opciones más votadas. Los partidos mayoritarios normalmente alcanzan el poder en sus países en varias ocasiones y son un peso importante cuando pasan a la oposición. Sin embargo, en algunos países hay partidos de peso importante que no han obtenido el poder político o sólo lo han conseguido brevemente.
No debe confundirse con un partido único, sistema en el cual sólo un partido político es legal y tiene permiso de participar en procesos electorales.
En los sistemas bipartidistas normalmente son dos los partidos mayoritarios, siendo el ejemplo más conocido el de Estados Unidos donde el Partido Demócrata y el Partido Republicano son por amplio margen los mayoritarios. En los países con sistemas más diversos (multipartidismo) tienden a ser entre tres y cinco, y es inusual que sean más de ese número. Por ejemplo Alemania tiene cinco partidos tradicionales principales (si contamos a los socialcristianos como parte de CDU), estos son: CDU/CSU, SPD, Alianza90/Los Verdes, La Izquierda y el FDP; ningún otro logró ingresar en el Bundestag en décadas, hasta la llegada de la AfD. En México en general se considera que tres son los principales; el PRI, el PAN y Morena y en Costa Rica cinco; PAC, PLN, FA, ML y por razones históricas el PUSC (aunque el FA y el ML aún no obtienen la presidencia).
En algunos casos los partidos mayoritarios pueden conformarse en partidos dominantes o hegemónicos, en cuyo caso se corre el riesgo de caer en el unipartidismo. En algunas naciones socialistas existe un partido mayoritario que tolera a otros partidos políticos pero que en la práctica no representan oposición alguna, como sucede en China, Corea del Norte y sucedió en la República Democrática Alemana.
El opuesto de los partidos mayoritarios son los partidos minoritarios, que inversamente tienen escasa influencia en la política electoral, aunque pueden ser de relevancia en la política del país, ya sea por defender temáticas particulares (partido testimonial), tener una posición antisistema, canalizar voto protesta o defender posturas muy polémicas o extremistas.

## Ejemplos
| País            | Izquierda/Centroizquierda            | Derecha/Centroderecha             | Otros                                                                                  |
| --------------- | ------------------------------------ | --------------------------------- | -------------------------------------------------------------------------------------- |
| Australia       | Partido Laborista Australiano        | Partido Liberal de Australia      | Partido Nacional de Australia                                                          |
| Argentina       | Unión por la Patria                  | La Libertad Avanza                | Unión Cívica Radical Propuesta Republicana                                             |
| Alemania        | Partido Socialdemócrata de Alemania  | Unión Demócrata Cristiana         | La Izquierda Alianza 90/Los Verdes Partido Democrático Libre Alternativa para Alemania |
| Bahamas         | Partido Liberal Progresista          | Movimiento Nacional Libre         |                                                                                        |
| Brasil          | Partido de los Trabajadores          | Partido Liberal                   | Movimiento Democrático Brasileño                                                       |
| Canadá          | Partido Liberal de Canadá            | Partido Conservador de Canadá     | Nuevo Partido Democrático                                                              |
| Chile           | Alianza de Gobierno                  | Chile Vamos                       | Partido Republicano de Chile Democracia Cristiana                                      |
| Corea del Sur   | Partido Demócrata de Corea           | Partido del Poder Popular         |                                                                                        |
| Costa Rica      | Partido Acción Ciudadana             | Restauración Nacional             | Partido Liberación Nacional Frente Amplio Partido Unidad Social Cristiana              |
| Croacia         | Partido Socialdemócrata de Croacia   | Unión Democrática Croata          |                                                                                        |
| Ecuador         | Revolución Ciudadana                 | Acción Democrática Nacional       |                                                                                        |
| España          | Partido Socialista Obrero Español    | Partido Popular                   | Sumar Vox                                                                              |
| Estados Unidos  | Partido Demócrata                    | Partido Republicano               |                                                                                        |
| Finlandia       | Partido Socialdemócrata de Finlandia | Coalición Nacional                | Partido del Centro Verdaderos Finlandeses                                              |
| Francia         | Partido Socialista                   | Los Republicanos                  | Renacimiento Agrupación Nacional Francia Insumisa                                      |
| Ghana           | Congreso Nacional Democrático        | Nuevo Partido Patriótico          |                                                                                        |
| Grecia          | Syriza                               | Nueva Democracia                  | KINAL Partido Comunista de Grecia Solución Griega                                      |
| Honduras        | Libertad y Refundación               | Partido Nacional de Honduras      | Partido Liberal de Honduras                                                            |
| Italia          | Coalición de centroizquierda         | Coalición de centroderecha        |                                                                                        |
| México          | Sigamos Haciendo Historia            | Fuerza y Corazón por México       | Movimiento Ciudadano                                                                   |
| Noruega         | Partido Laborista                    | Partido Conservador               |                                                                                        |
| Polonia         | Coalición Cívica                     | Derecha Unida                     |                                                                                        |
| Nueva Zelanda   | Partido Laborista de Nueva Zelanda   | Partido Nacional de Nueva Zelanda | Partido Verde ACT Nueva Zelanda                                                        |
| Reino Unido     | Partido Laborista                    | Partido Conservador y Unionista   | Liberal Demócratas Reform UK                                                           |
| República Checa | Partido Socialdemócrata Checo        | Partido Democrático Cívico        | ANO 2011 Partido Pirata                                                                |
| Suecia          | Partido Socialdemócrata Sueco        | Partido Moderado                  | Partido del Centro Demócratas de Suecia                                                |
| Taiwan          | Partido Progresista Democrático      | Kuomintang                        |                                                                                        |
| Uruguay         | Frente Amplio                        | Partido Nacional                  | Partido Colorado                                                                       |